# Тендер-конденсатор

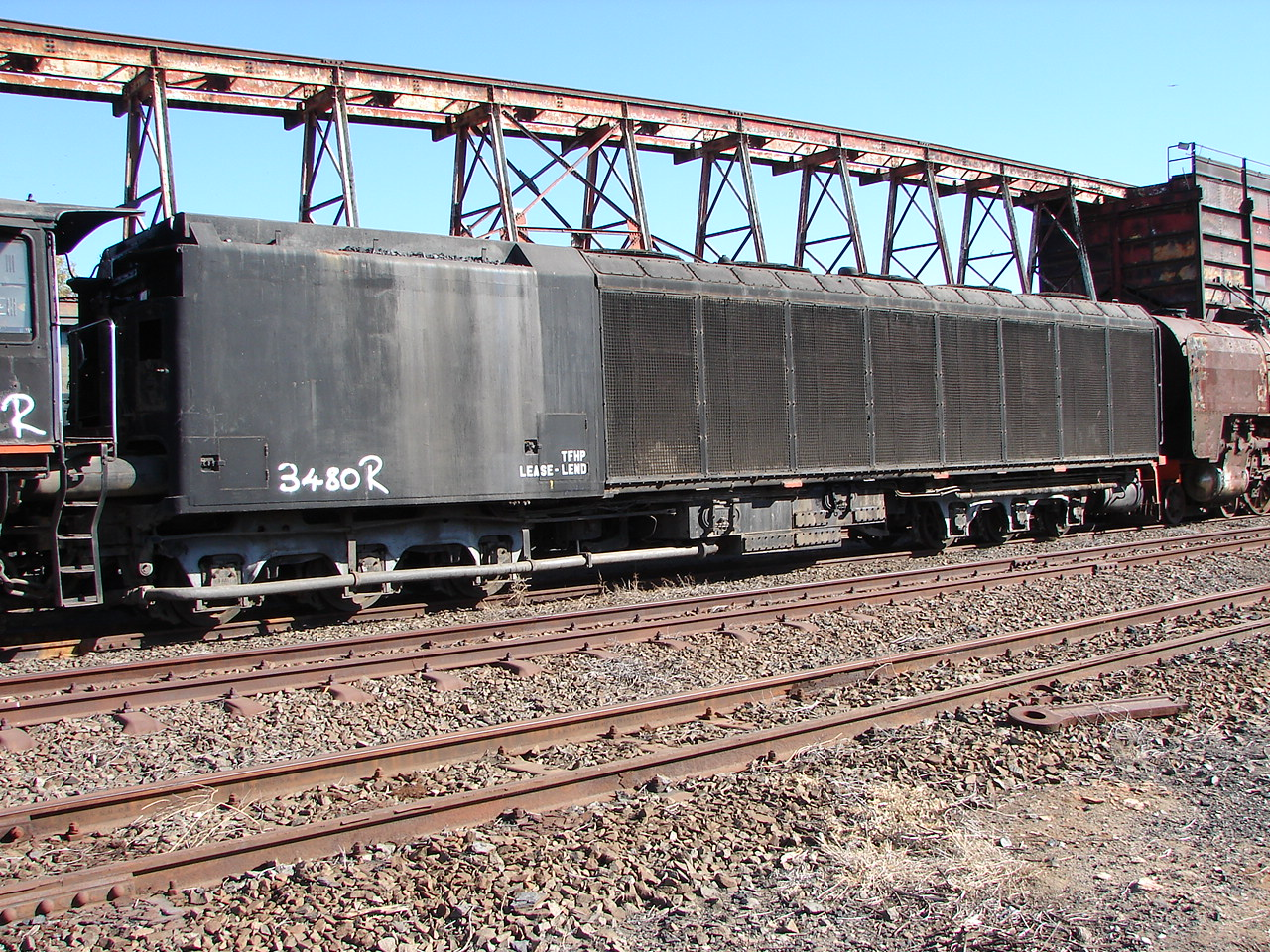
Тендер-конденсатор паровоза 25 4-8-4;
обратите внимание на большую секцию радиатора.

Те́ндер-конденса́тор — вид паровозного тендера, в котором помимо обычных ёмкостей для хранения топлива и запаса воды располагается специальное оборудование для конденсации отработанного при работе паровой машины пара (так называемого мятого пара) и отделения масла от конденсата. Паровозы с тендером-конденсатором обычно применялись там, где ощущалась нехватка воды для питания котла, или же вода обладала повышенной жёсткостью. Небольшие потери за счёт утечек пара пополняются из обычной ёмкости с водой. 
Среди преимуществ паровозов с конденсацией пара — меньшее засорение котла и меньшее образование накипи, что повышает пробег между промывками и повышает КПД на 15—20%. В связи с этим в СССР в 1930-е годы планировался выпуск паровозов с тендерами-конденсаторами в количестве тысяч штук.
При использовании конденсатора отработанный пар из паровой машины не выпускается в атмосферу через конус, а поступает через дымососную турбину и турбину воздушных вентиляторов в тендер-конденсатор. Перед поступлением пара в турбины он пропускается через маслоотделитель.Воздушные вентиляторы всасывают наружный воздух, выпуская его на проходящие через холодильные секции трубки. В трубки поступает пар, отработавший в турбинах вентиляторов, где он охлаждается, а образовавшийся при этом горячий конденсат самотёком поступает в специальный водосборник, откуда засасывается насосом и вновь подаётся в котёл. Охлаждение пара в зависимости от температуры наружного воздуха регулируется с помощью жалюзи. На стоянках в случае необходимости используется острый пар для работы турбин.
На советских железных дорогах тендер-конденсатор П11 использовался с паровозом серии СО, Э.